# Nambuangongo Municipality
Nambuangongo Municipality är en kommun i Angola.   Den ligger i provinsen Bengo, i den nordvästra delen av landet, 150 km nordost om huvudstaden Luanda.
I omgivningarna runt Nambuangongo Municipality växer huvudsakligen savannskog. Runt Nambuangongo Municipality är det mycket glesbefolkat, med 7 invånare per kvadratkilometer.